# Mütze des Monomach

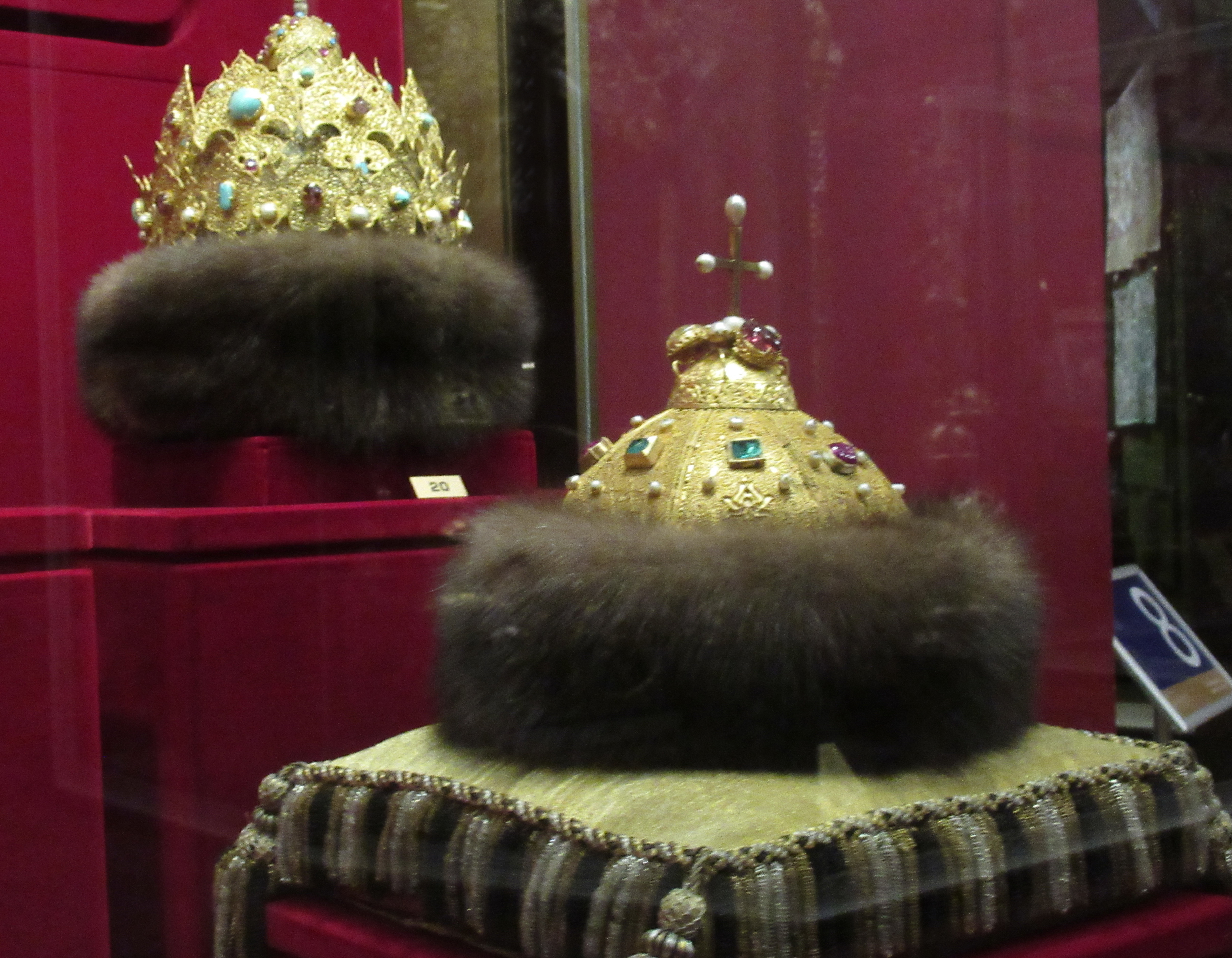
Die Mütze oder Kappe des Monomach

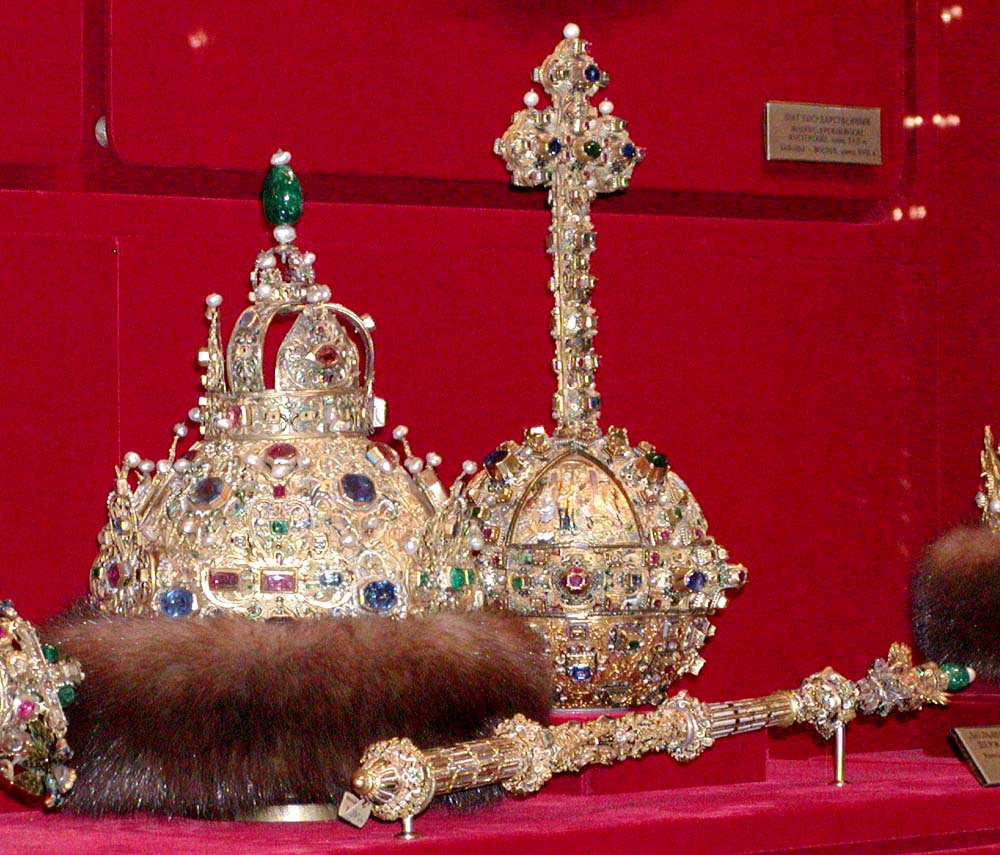
Dieser Vorgänger der Zarenkrone wurde 1627 nach dem Vorbild der Mütze des Monomach für Zar Michael I. gestaltet

Die Mütze des Monomach (russisch Шапка Мономаха, Schapka Monomacha) ist eines der Symbole russischer Autokratie und wird derzeit in der Schatzkammer des Moskauer Kremls ausgestellt. Sie war die Krönungsinsignie aller gekrönten Großfürsten von Moskau und Zaren von Dmitri Donskoi bis Peter I.

## Geschichte
Die Mütze des Monomach ist eine Goldschmiedearbeit aus dem 14. Jahrhundert, geschmückt mit Edelsteinen und einem Saum aus Zobelfell.
Sie war wahrscheinlich ein Geschenk von Usbek Khan, einem Fürsten der Goldenen Horde, an Iwan Kalita von Moskau während der Tatarenherrschaft in Russland. Laut Boris Uspenski war diese Tatarenmütze ein Symbol der Unterordnung Moskaus gegenüber dem Khan der Goldenen Horde. Im Laufe des 15. oder 16. Jahrhunderts erhielt sie ein Kreuz auf der Spitze, um die gottgegebene Macht des Zaren zu symbolisieren.
Während der Herrschaft von Iwan III. entstand in Moskau der Anspruch auf die Nachfolge des Oströmischen Kaiserreichs. In dieser Zeit kam die Legende auf, die Mütze sei ein Geschenk des byzantinischen Kaisers Konstantin IX. an seinen Enkel Wladimir Monomach, Gründer der Stadt Wladimir und Vorfahre von Iwan III. Der Name „Mütze des Monomach“ wurde erstmals 1518 erwähnt.
Iwan der Schreckliche sagte gegenüber dem polnischen König, jeder, der sich mit der Mütze des Monomach kröne, dürfe sich Zar nennen, da die Mütze auch das Geschenk eines Zaren (Kaiser Konstantin IX.) gewesen sei, um Wladimir Monomach in Kiew zu krönen. In Wirklichkeit war Wladimir Monomach erst zwei Jahre alt als Konstantin IX. starb, und er erbte auch erst später den Thron Kiews.
1721 nahm Peter I. den Titel eines Kaisers an und ersetzte die Mütze des Monomach durch die Zarenkrone.
Die Form der Mütze des Monomach wurde von den Großfürsten und Zaren später immer wieder verwendet. Die folgenden Kronen wurden im Laufe der Zeit mit immer mehr Brillanten überhäuft und entsprachen damit dem auch in Teilen Russlands verbreiteten orientalen Prunk.
Es gibt ein russisches Sprichwort: „Schwer ist die Mütze Monomachs“, das immer noch im Russischen in Gebrauch ist. Mit dem Sprichwort weist man jemanden darauf hin, dass er zu viel Verantwortung übernommen hat, dass er sich überschätzt hat.
Im Wappen von Smolensk übernimmt diese Mütze, wie auch im Wappen vom Königreich Sibirien, die Funktion einer Wappenkrone. Auch Großfürstentum Kiew, Wladimir und Großherzogtum Nowgorod zeigen im  Großen Wappen des Russischen Reichs diese Schildbedeckung.